# Changabang
Changabang je hora vysoká 6 864 m n. m. v pohoří Himálaj v Indii ve státě Uttarákhand. Je součástí skupiny vrcholů, které tvoří severovýchodní část Nandá Déví. Je to zvláště strmý a skalnatý vrchol a všechny cesty na něj jsou obtížnými výstupy. Bylo to místo mnoha významných horolezeckých výstupů. Nemá vysokou topografickou prominenci, je mírně nižší než jeho blízký soused Kalanka na východě a nižší než mnoho dalších vrcholů v bezprostřední blízkosti, ale jeho strmý skalní profil z něj učinil atraktivnější cíl, než by naznačovala jeho výška.

## Prvovýstup
Na vrchol Changabang byl proveden prvovýstup 4. června 1974 expedicí vedenou pplk. Balwantem Sandhu a Chrisem Boningtonem jihovýchodní stěnou. Jedná se o nejlehčí cestu na vrchol, která jako jedna z mála vede převážně po sněhu a ledu na rozdíl od strmých skal na jiných výstupových cestách.

## Pozoruhodné výstupy
Mezi další pozoruhodné výstupy patří některé z nejtěžších výstupů, které byly v Himálaji provedeny.
- 1976 Jihozápadní hřbet, Naoki Toda, Akira Kobayashi, Masahide Aida, Harumi Ohno, Yukio Asano a Teruyoshi Karino. Všichni dosáhli vrcholu po 33 dnech úsilí.
- 1976 Západní stěna, Peter Boardman a Joe Tasker. Vrcholu dosáhli 15. října 1976. Výstup trval déle než 25 dní a jejich použití technik lezení na velké stěně bylo revoluční. Boardmanův popis výstupu The Shining Mountain získal v roce 1979 cenu Johna Llewellyna Rhyse za literaturu.
- 1978 Přímý výstup jižní stěnou, Wojciech Kurtyka, Krzysztof Żurek, Alex MacIntyre a John Porter. Vrcholu dosáhli 27. září 1978.
- 1981 Jižní hřbet, Ugo Manera a Lino Castiglia. První výstup přes jižní hřbet.
- 1997 Severní stěna, Andy Cave, Brendan Murphy (vrchol) společně s nimi Mick Fowler a Steve Sustad (vrchol hřebene). Vytvořili první výstup severní stěnou na Changabang. Stěna vysoká 1 600 m tvořená ze strmého trvalého ledu se smíšeným a skalním lezením. Murphy zemřel při sestupu pod lavinou.
- 1998 The Lightning Route, Carlos Buhler a tým Rusů (Andrei Volkov, Andrei Mariev, Ivan Dusharin and Pavel Chabaline) prostoupili novou náročnou cestu na severní straně: (VII 5,9 A4 WI4, 1580 m)

Dne 12. října 2006 dva mexičtí horolezci, Andrés Delgado a Alfonso de la Parra, vylezli na Changabang novou cestou. Při sestupu se setkali s bouří a 15. října naposledy navázali kontakt přes satelitní telefon. Navzdory drsným povětrnostním podmínkám byla provedena záchranná akce, avšak dne 8. listopadu 2006 bylo pátrání kvůli trvalému špatnému počasí ukončeno.